# Tenshin Shoden Katori Shinto-ryu
Tenshin Shōden Katori Shintō Ryū, stiftet i 1447, regnes for at være den ældste kampkunstskole i Japan.
Hovedfamilien er den skole, der hidhører Iizasa-familien, mens de efterfølgende moderne sidegrene til Iizasa-familien hedder henholdsvis Sugino Yoshio og Sugawara Tetsutaka.

## Historie

### Feudale tidsperiode (før 1868)
Tenshin Shōden Katori Shintō Ryū blev grundlagt af Iizasa Chōisai Ienao (飯篠家直). Ifølge optegnelser levede Iizasa Chōisai Ienao fra 1387 til 1488 og traditionens oprindelse dateres til 1447.

### Moderne tidsperiode (efter 1868)
Den nuværende leder af Tenshin Shōden Katori Shintō-ryū er Yasusada Iizasa (饭筱修理亮快贞 Iizasa Shūri-no-suke Yasusada), som er den 20. generation for Tenshin Shōden Katori Shintō-ryū.[kilde mangler] Af helbredsmæssige årsager underviser Yasusada Iizasa ikke selv, men har i stedet udpeget Ōtake Risuke til at varetage skolens videreførelse. Ōtake Risuke har sin private træningssal (dojo) tæt ved Narita City, Chiba i Japan.[kilde mangler] Ganske få personer verden over har licens til at undervise i Tenshin Shōden Katori Shintō-ryū. I USA har Phil Relnick tilladelse til at undervise i Tenshin Shōden Katori Shintō-ryū.
Pensummet for Tenshin Shōden Katori Shintō-ryū inkluderer iaijutsu, kenjutsu, bōjutsu, naginata-jutsu, jūjutsu, shuriken-jutsu, sōjutsu, senjutsu og chikujō-jutsu. Desuden studeres kinesisk filosofi.[kilde mangler]
I det 20 århundrede er der opstået flere 'sidegrene' til hovedlinjen Tenshin Shōden Katori Shintō-ryū.
I Danmark eksisterer den originale Tenshin Shōden Katori Shintō-ryū ikke, men de moderne 'sidegrene' til denne skole findes under navnene 'Sugino' og 'Hatakeyama'.

#### Stilarten 'Sugino'
En af de moderne stilarter af Tenshin Shōden Katori Shintō-ryū der trænes i Danmark blev skabt af Yoshio Sugino (12. december 1904 – 13. juni 1998) i år 1927. Efter hans død fortsætter hans søn Yukihiro Sugino (9. dan), ledelsen af skolen, den såkaldte Sugino-stil, og har som erklæret mål at videreføre stilarten med færrest mulige ændringer.[kilde mangler]
I Danmark har Nikolaj Visti Jensen undervist siden 2004 i stilarten Sugino, efter et ophold i Japan. Denne gren er repræsenteret med 4 klubber.

#### Stilarten 'Hatakeyama'
Hatakeyama Goro sensei, 9. Dan (1928 – 2009) startede med at træne Sugino-stilarten hos Sugino Yoshio Sensei i 1958, opnået Mengyo Kaiden i 1980 og var til Sugino Yoshios død hans assistent i Suginos dojo og underviste i forskellige lande.[kilde mangler] Efter Sugino Yoshios død forlod han Sugino Dojo men fortsætte med at undervise en stor del af Sugino Yoshios gamle elever.[kilde mangler] Hatakeyama-sensei startede med at undervise i sin egen stilart i sin egen Dojo i 1999.[kilde mangler] Efter hans død i december 2009 oprettede en del af hans europæiske elever officielt en international organisation, med henblik på at videreføre hans stilart, kaldet Hatakeyama.[kilde mangler]
I Danmark ville de danske elever af Hatakeyama Sensei umiddelbart ikke tilslutte sig denne nye organisation for Hatakeyama-stilarten, fordi Hatakeyama Sensei havde tidligere udtalt sig om, at han ikke ønskede, at der skulle oprettes en ny organisation i hans navn.[kilde mangler]
De danske elever fortsætte dog med at studere og øve Hatakeyama stilart samt træne og undersøge Suginos fortolkning af Tenshin Shōden Katori Shintō-ryū.
Hatakeyama-stilarten af Tenshin Shōden Katori Shintō-ryū blev introduceret i Danmark i 1994 af Gerry Groenemeijer. Groenemeijer startede med at træne i 1989 i Holland, hvor han var elev af Erik Louw og Erik Louws læremester, Hatakeyama Goro-sensei, fra Sugino Dojo.
Hatakeyama er i dag repræsenteret med fem aktive yudansha (dan graduerede) fordelt i tre forskellige klubber i Danmark.